# Skierka congensis
Skierka congensis är en svampart som beskrevs av Henn. 1907. Skierka congensis ingår i släktet Skierka och familjen Pileolariaceae.   Inga underarter finns listade i Catalogue of Life.